# Штайерберг
Штайерберг (нем. Steyerberg) — община в Германии, в земле Нижняя Саксония.
Входит в состав района Нинбург. Население составляет 5271 человек (на 31 декабря 2010 года). Занимает площадь 102 км².
Коммуна подразделяется на 8 сельских округов.
| Год  | Население |
| ---- | --------- |
| 1990 | 5035      |
| 1995 | 5448      |
| 2000 | 5358      |
| 2005 | 5361      |
| 2010 | 5331      |